# Olga Strazjeva
Olga Vladimirovna Strazjeva (Russisch: Ольга Владимировна Стражева; Oekraïens: Ольга Володимирівна Стражева) (Zaporizja, 12 november 1972) is een voormalig turnster uit de Sovjet-Unie.
Strazjeva won tijdens de Olympische Zomerspelen 1988 in het de gouden medaille in de landenwedstrijd.

## Resultaten

### Olympische Zomerspelen
| Jaar | Plaats | Resultaten      |
| ---- | ------ | --------------- |
| 1988 | Seoel  | landenwedstrijd |

### Wereldkampioenschappen
| Jaar | Plaats    | Resultaten                        |
| ---- | --------- | --------------------------------- |
| 1989 | Stuttgart | landenwedstrijd · meerkamp · brug |